# Gärds herred
Gärds herred (før 1658 dansk: Gers Herred) var et herred beliggende i Skåne.
I den danske tid (før 1658) var Gers Herred et vigtigt herred i Skånelandene. Hovedbyerne var Christian IV's Christianstad (svensk: Kristianstad) og købstaden Væ (svensk: Vä).
I herredet lå bl.a. Lillö slot og Vittskövle slot (dansk: Vidskøvle), Ugerup, Haneskov, Ovesholm, Uddarp (dansk: Udderup) og Maltesholm.

## Lensmænd
- ca.1502-1546 Jacob Arvidsen Trolle
- 1580-1586 Arild Huitfeld
- 1586-1626 Beate Christoffersdatter